# Liste ehemaliger Mitglieder der Black Panther Party
Die Liste von Mitgliedern der Black Panther Party verzeichnet Personen, die berühmte ehemalige Panthers sind oder im Zusammenhang aus anderen Gründen Berühmtheit erlangten. Die Black Panther Party bestand von 1966 bis 1982.
Diese Liste enthält keine außenstehenden Unterstützer, Sympathisanten oder Verbündete.
- Mumia Abu-Jamal, Lieutenant Minister of Information, Philadelphia chapter, danach bei MOVE. Er verbüßt zurzeit eine lebenslange Haftstrafe wegen Mordes an dem Polizisten Daniel Faulkner.
- Ashanti Alston, später in der Black Liberation Army
- Richard Aoki, Minister of Education; frühes Mitglied der BPP, als Kind mit den Eltern in einem Japanerlager interniert.
- Charles Barron, früheres Mitglied des Harlem chapter und heute wichtiger Politiker der Demokraten
- William Lee Brant, hat 1968 ein Flugzeug nach Kuba entführt und lebte dort bis zu seinem Tod 2006 im Exil
- Elaine Brown, Parteivorsitzende
- H. Rap Brown, Militanter und Theoretiker der Black Power Bewegung. Zurzeit im Gefängnis.
- Stokely Carmichael, Studentenführer und Bürgerrechtler. Schwarzer Nationalist.
- James Carr, erschossen vor seinem Wohnhaus am 5. April 1972, befreundet mit Georg Jackson
- Bunchy Carter, Deputy Minister of Defence, begründete das Southern California chapter.
- Mark Clark; zusammen mit Bobby Hutton erschossen
- Eldridge Cleaver, Schriftsteller und Journalist bei Ramparts, Informationsminister der Partei. Im Exil in Kuba, Nordkorea und Algerien Führer des Internationalen Flügels der Partei. Newton brach mit ihm und seinen Anhängern (Bezirke New York und Südkalifornien).
- Kathleen Neal Cleaver, wie ihr Mann Eldridge Cleaver eine Propagandistin des Lumpenproletariats.
- James "Jim" Coleman
- Aaron Dixon, Vorsitzender der BPP in Seattle
- Emory Douglas, Graphiker, Arbeit an der Zeitung The Black Panther, der minister of culture der BPP.
- Lorenzo Kom’boa Ervin
- Reggie Forte, Gründungsmitglied
- Sherman Forte, Gründungsmitglied
- Larry J. Gaiters, Sr, Columbus, Ohio chapter
- Steve Green, Begründer des Louisiana chapter
- Jon Gwara
- Fred Hampton, charismatischer 2. Vorsitzender des Illinois chapter; er wurde bei einer Razzia der Chicagoer Polizei und des FBI im Schlaf erschossen.
- Tina Harris
- David Hilliard, Chief of Staff der BPP
- „Big Man“ Elbert Howard, Gründungsmitglied.
- Darcus Howe
- „Little“ Bobby Hutton, Gründungsmitglied; geriet mit Eldridge Cleaver in eine Schießerei mit der Polizei, danach erschossen.
- George Jackson, wichtiger Propagandist der Schwarzen Revolution im Gefängnis, bei einem Ausbruchsversuch erschossen
- Jamal Joseph
- Timothy Lewis
- David Lemieux
- Chaka Khan, später Popstar
- Owen Midgley
- Huey Newton, Begründer der Partei und ihr Kopf und Minister of Defence.
- Pete O’Neal
- Larry Pinkney
- Geronimo Pratt, nach Bunchy Carters Tod übernahm er dessen Position als stellvertretender  Verteidigungsminister der BPP. Vorsitzender der Partei in Los Angeles, Südkalifornien. Als Anhänger der Cleaver Linie ausgeschlossen.
- Malik Rahim
- Nile Rodgers, Musiker in der Gruppe Chic
- Bobby L. Rush, Stellvertretender Verteidigungsminister der Black Panther des Illinois  chapter, Mitglied des Kongress der Vereinigten  Staaten als Demokrat für den Distrikt, Chicago,  Illinois
- Victor Cumberbatch
- Kyle Sanders
- Bobby Seale, Vorsitzender und neben Newton Begründer der Black Panther Party
- Afeni Shakur, Mutter des Rappers Tupac Shakur, Eine der angeklagten Panthers 21
- Assata Shakur, Tante von Tupac Shakur, Black Liberation Army
- Mutulu Shakur, Bruder von Assata Shakur und Stiefvater von Tupac Shakur
- William „Billy“ Garland, leiblicher Vater von Tupac Shakur
- Johnny Spain
- Cetewayo Michael Tabor, Panthers 21, der Verlag Roter Stern publizierte seinen Text über Heroin und Völkermord in Harlem.
- Robert Trivers, Evolutionsbiologe, Mitglied seit 1979.
- Karen Tustin
- Toni Watkins
- Flores A. Forbes
- Tim Hayes, Gründer des Atlanta chapter
- Roland Freeman
- Veronza Bowers, Jr., wegen Mordes im Gefängnis
- Wayne Tharr
- Jeffery Everett